# Bricta
Na religião galo-romana, Bricta ou Brixta foi uma deusa gaulesa que era uma consorte do deus Luxóvio, deus das águas de Luxeuil-les-Bains (na antiguidade, Luxóvio). Nicholson (1999) sugeriu entretanto que se "Bricta é um título incorporando Bríg, pode na verdade ser um título atribuído à Sirona mais do que a uma deusa separada".

## Inscrições
Bricta está gravada nas seguintes inscrições de Luxeuil-les-Bains :
[Lus]soio / et Brictae / Divixti/us Cons/tans / v(otum) s(olvit) <l=T>(ibens) m(erito)
"Para Lusso(v)ios e Bricta, Divixtius Constans ivre e merecidamente cumpriu seu voto." (CIL 13, 05425)

Luxovio / et Brixtae / G(aius) Iul(ius) Fir/manus / v(otum) s(olvit) l(ibens) m(erito)
"Para Luxovios e Brixta, Gaius Julius Firmans livre e merecidamente cumpriu seu voto."
(AE 1951, 00231; CIL 13, 05426)

## Etimologia
Este teônimo gaulês é derivado da palavra brixtom ou brixta significando mágica. A palavra também aparece na inscrição de Chamalières. (Delamarre p.76-77 com referências e etimologia comparativa)